# Люценко Данило Юхимович
Дани́ло Юхи́мович Люце́нко (рос. Люценко Даніил Ефимович, нар.? — пом.?) — український педагог, титулярний радник.

## Життєпис

### Родина
Батько Юхим Петрович Люценко — (нар.12 жовтня 1776, Янівка, Чернігівський повіт, Чернігівська губернія — пом.28 грудня 1854, Санкт-Петербург) — статський радник, український письменник, перекладач.
Брат Олександр (нар.1807 — пом.9 лютого 1884) — дійсний статський радник, український археолог, музеєзнавець.
Сестра Анастасія (нар. 1808 — пом.1891), у шлюбі з Микитою Петровичем Неїловим.
Брат Федір — колезький радник, у 1864 році — старший контролер-ревізор департаменту Державного казначейства.
Брат Юхим (нар. 1810 — пом.1891) — надвірний радник, у 1857 році — старший завідувач підрозділу департаменту Державного казначейства, український археолог і поет.

### Військова діяльність
1829 року — поручик 6-го піонерного батальйону 6-ї артилерійської дивізії 6-го корпусу II-ї армії.
1831 року — штабс-капітан 4-го саперного батальйону при 4-му піхотному корпусі.
25 березня 1833 року із штабс-капітанів 6-го Саперного батальйону Інженерного Корпусу призначається в капітани 3-го Резервного Саперного батальйону.
27 лютого 1835 року призначається в 6-й Саперний батальйон.

### Педагогічна праця
У 1838—1839 навчальному році працює виконувачем обов'язки штатного наглядача у повітовому дворянському училищі міста Златополя.

### Нагороди
- Орден Святої Анни 4 ступеня з написом «За хоробрість» (21 серпня 1828)[8].
- Орден Святого Володимира 4 ступеня з бантом (6 грудня 1829)[9].
- Медаль «За турецьку війну».
- «Відзнака за 15 років бездоганної служби» (22 серпня 1843)[10].

## Сім'я
Дружина — ?
Син Микола — 1875 року полковник, командир полкового ремонту Кірасирського Його Величності лейб-гвардії полку.

## Зазначення
1. 1 2  Боровкова В. Н. Коллекционеры и торговцы керченскими древностями. — Керч : ТзОВ «Керченська міська типографія», 1999. — С. 41. — (Древности Керчи) — 1000 прим.(рос.)
2. ↑  N-Неелова//GENI(рос.)
3. ↑  Списокъ генераламъ, штабъ- и оберъ-офицерамъ всей Россійской арміи, с показаніемъ чиновъ, фамилій и знаковъ отличія. — СПб : Военная Типографія Главнаго Штаба Его Императорского Величества, 1829. — С. 504.(рос. дореф.)
4. ↑  Списокъ генераламъ, штабъ- и оберъ-офицерамъ всей Россійской арміи, с показаніемъ чиновъ, фамилій и знаковъ отличія. — СПб : Военная Типографія Главнаго Штаба Его Императорского Величества, 1831. — С. 934.(рос. дореф.)
5. ↑  Высочайшіе приказы о чинахъ военныхъ январь-декабрь 1833. — СПб, 1833. — С. 196.(рос. дореф.)
6. ↑  Высочайшіе приказы о чинахъ военныхъ январь-июнь 1835. — СПб, 1835. — С. 116.(рос. дореф.)
7. ↑  Месяцеслов и Общий Штат Российской Империи на 1839 год. (часть 1 и 2). Ч. 1 С. 585 [Архівовано 16 січня 2017 у Wayback Machine.](рос. дореф.)
8. ↑  Список кавалерам российских имп. и царских орденов... за 1849 год. — СПб : тип. К. Вингебера, 1850. — Т. 3. — С. 989.(рос. дореф.)
9. ↑  Список кавалерам российских имп. и царских орденов... за 1849 год. — СПБ : тип. К. Вингебера, 1850. — Т. 2. — С. 444.(рос. дореф.)
10. ↑  Список кавалерам российских имп. и царских орденов... за 1843. — СПб : тип. К. Вингебера, 1844. — Т. 6. — С. 631.(рос. дореф.)